# Stanisław Stolz
Stanisław Stolz (ur. 2 września 1930 w Warszawie, zm. 1994) – polski działacz partyjny i państwowy, członek Trybunału Stanu (1982–1989).

## Życiorys
Urodził się w rodzinie urzędniczej. W 1949 ukończył szkołę średnią w Falenicy, następnie w 1952 uzyskał tytuł zawodowy magistra prawa na Uniwersytecie Warszawskim. Pracował w Biurze ds. Prezydiów Rad Narodowych Urzędu Rady Ministrów, następnie od 1962 zatrudniony w Centralnym Komitecie SD na różnych stanowiskach. Od 1975 do 1977 był głównym specjalistą w Ministerstwie Administracji, Gospodarki Terenowej i Ochrony Środowiska. Od 1978 pełnił obowiązki dyrektora Działu Prezydialnego Centralnego Związku Rzemiosła. W 1982 nominowany przez SD na członka Trybunału Stanu I kadencji, w 1985 ponownie zasiadał w tym gremium.
Odznaczony Złotym Krzyżem Zasługi, Krzyżem Kawalerskim Orderu Odrodzenia Polski oraz Honorową Odznaką Rzemiosła.